# Масловський Михайло Овер'янович
Михайло Овер'янович Масловський (18 листопада 1911, село Заслучне, тепер Красилівського району Хмельницької області — 21 квітня 1987, Тернопільська область) — український радянський діяч, начальник Бучацького виробничого колгоспно-радгоспного управління Тернопільської області. Депутат Верховної Ради УРСР 6-го скликання.

## Біографія
Народився в селянській родині. Закінчив семирічну школу в селі Чернелівка Красилівського району. Член ВЛКСМ.
З середини 1920-х років — секретар сільського комсомольського осередку, секретар Комітету незаможних селян (КНС), з 1929 року — секретар сільської ради в Красилівському районі Вінницької області.
Член ВКП(б) з 1933 року.
У 1935 році закінчив Вінницьку радянсько-партійну школу (радпартшколу) та комуністичний вуз.
Потім працював головою колгоспу, вчителем і завідувачем початкової школи, секретарем партійної організації та пропагандистом у Ситковецькому районі Вінницької області. До 1941 року — завідувач партійного кабінету Ситковецького районного комітету КП(б)У Вінницької області.
З червня 1941 року — в Червоній армії, на політичній роботі. Учасник німецько-радянської війни. Служив відповідальним секретарем партійної організації, виконувачем обов'язків військового комісара та заступником командира по політичній частині 853-го окремого автотранспортного батальйону 8-ї автотранспортної бригади Південного фронту та Чорноморської групи військ Закавказького фронту, агітатором політичного відділу 409-ї стрілецької дивізії 7-ї гвардійської армії 2-го Українського фронту. З 1945 року був слухачем Вищого військово-педагогічного інституту.
З 1946 по 1953 рік — завідувач відділу пропаганди і агітації, секретар Погребищенського районного комітету КП(б)У Вінницької області, заступник директора із політчастини машинно-тракторної станції (МТС) Погребищенського району Вінницької області.
У 1953—1957 роках — директор Денисівської машинно-тракторної станції (МТС) села Великий Ходачків Козівського району Тернопільської області.
У 1959 році закінчив Мелітопольський інститут механізації та електрифікації сільського господарства Запорізької області.
У 1960—1961 роках — директор Бучацької ремонтно-технічної станції (РТС) Тернопільської області.
У 1961—1962 роках — голова виконавчого комітету Великодедеркальської районної ради депутатів трудящих Тернопільської області.
У 1962 — після 1965 року — начальник Бучацького територіального виробничого колгоспно-радгоспного управління Тернопільської області.
Працював начальником відділу науково-технічної інформації Тернопільського обласного управління сільського господарства.
Потім — персональний пенсіонер республіканського значення. Позаштатний член комісії партійного контролю при Тернопільському обласному комітеті КПУ.

## Звання
- політрук
- гвардії майор

## Нагороди
- орден Жовтневої Революції
- орден Вітчизняної війни І-го ступеня (6.04.1985)
- орден Вітчизняної війни II-го ступеня (9.01.1945)
- орден «Знак Пошани»
- медаль «За бойові заслуги» (18.04.1942)
- медаль «За оборону Кавказу» (21.07.1945)
- медаль «За перемогу над Німеччиною у Великій Вітчизняній війні 1941—1945 рр.»
- медалі